# Stede Broec
Stede Broec (anhörenⓘ) (westfriesisch Steê Broek) ist eine niederländische Gemeinde in der Provinz Nordholland.

## Name und Orte
Stede Broec wurde 1979 nach der ehemaligen „Stadt Broek“ aus dem Mittelalter  benannt.
Die Gemeinde besteht aus drei, inzwischen durch Neubauviertel einigermaßen zusammengewachsenen, Dörfern:
Grootebroek, Lutjebroek (was kleines Moor bedeutet) und Bovenkarspel, wo die Gemeindeverwaltung ihren Sitz hat.

## Lage und Wirtschaft
Die Gemeinde liegt zwischen Hoorn und Enkhuizen, unmittelbar westlich dieser letzten Stadt und unweit des IJsselmeeres, das aber per Schiff von hier aus nicht erreicht werden kann. Grootebroek und Bovenkarspel haben Kleinbahnhöfe an der Bahnstrecke Zaandam–Enkhuizen.
Die Hälfte der Einwohner pendelt nach Amsterdam, Hoorn oder Enkhuizen zur Arbeit. Aber die Land- und Gartenwirtschaft, insbesondere der Blumenanbau, sind auch sehr bedeutend.
In Bovenkarspel steht ein Auktionsgebäude für Blumen und andere Gartenbauprodukte. Hier wird jedes Jahr im Februar eine auch für Touristen sehenswerte  Messe mit Ausstellung gehalten, die Westfriese Flora.

## Geschichte
Im 12. Jahrhundert entstanden die ersten permanenten Siedlungen, deren Bewohner erst sehr spät, nämlich  im 13. Jahrhundert zum Christentum übergingen. Die „Stede Broek“ (Grootebroek) erhielt 1364 das Stadt- und Marktrecht. Da die Bevölkerung im Streit der „Hoeken und Kabeljauwen“ immer wieder unglücklich in der Parteienwahl war, entwickelte sich Broek nie zur richtigen Stadt: das Stadtrecht wurde z. B. einige Male vorübergehend wieder eingezogen; Broek hatte eine Schützengilde, wurde aber nie ummauert. Die Bewohner blieben Bauern oder Fischer. 
Im 15., 16. und 17. Jahrhundert war der Ort verhältnismäßig wohlhabend. Im Jahr 1671 wurde sogar eine Klinkerstraße durch Broek fertiggestellt. Es war eine Landverbindung zwischen den damals wichtigen Handelsstädten Hoorn und Enkhuizen. Damit war die Blütezeit Grootebroeks vorüber. Brände, Missernten, Überschwemmungen und Epidemien suchten den Ort heim.
Erst im 20. Jahrhundert verbesserte sich die Lage, als der Gartenbau aufkam. Im Februar 1999 brach unter Besuchern der Gartenbau- und Verbrauchermesse  „Westfriese Flora“ in Bovenkarspel eine Epidemie der Legionellose oder Legionärskrankheit aus. Einer der Aussteller hatte einen Whirlpool zur Schau gestellt, der (wie sich erst später herausstellte) mit dem Bakterium Legionella pneumophila infiziert war. Winzige Wassertröpfchen aus dem Gerät verseuchten die Besucher der Messe. Von den 230 an Legionellose erkrankten Besuchern verstarben 32 daran. Diese Katastrophe war für das niederländische Gesundheitsministerium Anlass, strenge Sicherheitsmaßnahmen zur Hygiene von Wasserleitungen  zu verabschieden.

## Politik

### Sitzverteilung im Gemeinderat
Der Gemeinderat von Stede Broec wird seit 1982 folgendermaßen gebildet:
| Partei                          | Sitze | Sitze | Sitze | Sitze | Sitze | Sitze | Sitze | Sitze | Sitze | Sitze | Sitze |
| Partei                          | 1982  | 1986  | 1990  | 1994  | 1998  | 2002  | 2006  | 2010  | 2014  | 2018  | 2022  |
| ------------------------------- | ----- | ----- | ----- | ----- | ----- | ----- | ----- | ----- | ----- | ----- | ----- |
| Open en Duidelijk Stede Broec a | –     | –     | –     | –     | –     | –     | 4     | 5     | 5     | 7     | 6     |
| CDA                             | 4     | 5     | 6     | 4     | 3     | 3     | 4     | 5     | 5     | 6     | 5     |
| VVD                             | 3     | 2     | 2     | 2     | 3     | 1     | 1     | 2     | 2     | 2     | 3     |
| PvdA                            | 2     | 4     | 3     | 1     | 2     | 1     | 4     | 3     | 2     | 2     | 1     |
| GroenLinks                      | –     | –     | 2     | 1     | 2     | 1     | 1     | 3     | 2     | 2     | 1     |
| Gemeente Belangen Stede Broec   | 7     | 5     | 4     | 4     | 5     | 6     | 3     | 2     | 3     | 1     | 1     |
| Onafhankelijke Partij           | –     | –     | –     | 3     | 3     | 6     | 2     | 2     | 2     | 1     | 1     |
| SP                              | –     | –     | –     | –     | –     | –     | –     | –     | –     | –     | 1     |
| Eerlijk Leefbaar Stede Broec    | –     | –     | –     | –     | –     | –     | –     | –     | –     | –     | 1     |
| D66 a                           | –     | –     | –     | 2     | 1     | 1     | –     | –     | –     | –     | –     |
| CPN                             | 1     | 1     | –     | –     | –     | –     | –     | –     | –     | –     | –     |
| PPR                             | 1     | 1     | –     | –     | –     | –     | –     | –     | –     | –     | –     |
| PSP                             | –     | –     | –     | –     | –     | –     | –     | –     | –     |       |       |
| Gesamt                          | 17    | 17    | 17    | 17    | 19    | 19    | 19    | 19    | 19    | 19    | 19    |

Anmerkungen

### Bürgermeister
Seit dem 13. Juli 2017 ist Ronald Wortelboer (VVD) amtierender Bürgermeister der Gemeinde. Zu seinem Kollegium zählen die Beigeordneten Lydia Groot (Open en Duidelijk Stede Broec), Nico Slagter (CDA), Bart Nootebos (PvdA/GroenLinks) sowie die Gemeindesekretärin Astrid Huisman.